# 陈猛 (数学家)
陈猛，复旦大学数学科学学院教授以及復旦大學數學科學學院院長，主要从事代数几何方面的研究工作。担任中国数学会常务理事、上海市数学会理事长，入选中华人民共和国教育部2007年度"长江学者"特聘教授。